# Adam František z Hartigu
Adam František hrabě z Hartigu, německy Adam Franz Graf von Hartig (25. března 1724, Praha – 15. listopadu 1783, Augsburg) byl česko-rakouský šlechtic a diplomat z rodu Hartigů.

## Životopis
Adam František pocházel z aristokratického rodu Hartigů, jako druhorozený syn Ludvíka Josefa hraběte z Hartigu (1685–1735) 20. února 1719 povýšeného do stavu českého a 10. března 1732 do stavu říšského hraběte, a jeho ženy Marie Terezie Ester Putzové z Adlersthurnu (1686–1740).
Hartig byl nejprve vyslanec českého kurfiřta (tedy císaře) na říšském sněmu v Řezně, později císařský zplnomocněný ministr při franckém a švábském říšském kraji a také císařský vyslanec na bavorském dvoře Mnichově. Byl rovněž předsedou Císařské učené společnosti.
16. června 1768 byl Adam František z Hartigu, dosud náležící pouze do českého hraběcího stavu, povýšen na říšského hraběte s titulem „Hoch- und Wohlgeboren“ (Vysoce urozený).
Hrabě Hartig se 7. listopadu 1752 oženil s Marií Terezií hraběnkou Kolowrat-Krakowskou (5. dubna 1731[zdroj?] – 7. dubna 1791) z Radenína (u Tábora), dcerou Filipa Neria Krakovského z Kolovrat (1686–1773) a jeho manželky Anny Barbory Michnové z Vacínova (1709–1772). Jeho syn byl diplomat, historik, básník a geograf František Antonín z Hartigu (1758–1797) a rovněž jeho vnuk František hrabě z Hartigu (1789–1865) byl rakouský diplomat a publicista.